# Péter Bajzát
Péter Bajzát (ur. 22 czerwca 1981 w Egerze) – węgierski piłkarz grający na pozycji napastnika.

## Sukcesy

### Klubowe
Debreceni VSC
- Zdobywca Pucharu Węgier: 1998/1999, 2000/2001

Győri ETO
- Finalista Pucharu Węgier: 2008/2009

### Indywidualne
- Piłkarz roku na Węgrzech: 2008
- Król strzelców Nemzeti Bajnokság I: 2006/2007 (18 goli), 2008/2009 (20 goli)
- Król strzelców Nemzeti Bajnokság II: 2010/2011 (25 goli), 2013/2014 (25 goli)